# Хронограмма (литература)
Хронограмма (от греческого χρоνος = «время» и γραμμα = «писание») — в литературе и эпиграфике сентенция или стих, отдельные буквы которого выражают своим числовым значением известную дату, в то время как смысл всей фразы намекает на данное событие.
Синонимами термина являются «хронограф», «хроникон», «хроностих», «eteostichon» и «eteamenchemerodistichon», однако, уже к началу XX века эти слова практически вышли из употребления.
Хронограммы были особо популярны в латинской литературе Средних веков, хотя их немало и в литературах немецкой, голландской, бельгийской и венгерской, реже они встречаются в английской и французской, и только в виде исключений в итальянской. Очень любили хронограммы на Востоке, на персидском языке имелись даже учебники искусства составления таариков (taarik; tārīḵ), то есть хронограмм. В еврейской литературе хронограмма (по-еврейски — «лепак», לפ״ק) не что иное, как вид гематрии.